# Le Ranch de l'injustice
Pour plus de détails, voir Fiche technique et Distribution.
Le Ranch de l'injustice (titre original : The Ballad of Josie) est un film américain réalisé par Andrew V. McLaglen, sorti en 1967.

## Synopsis
Josie est une jeune femme vivant dans le comté d'Arapahoe dans le Wyoming. Elle tue accidentellement son mari alcoolique violent lorsqu'elle ouvre la porte de la chambre et le renverse dans les escaliers. Elle est jugée pour sa mort mais est acquittée. Son beau-père obtient la garde de son jeune fils et l'emmène vivre à Cheyenne pendant qu'elle essaie de se reconstruire une vie d'éleveur. Josie subit alors l'agacement de ses voisins éleveurs de bétail en élevant des moutons au nord de la date limite du Wyoming et en créant un mouvement pour le droit de vote des femmes.

## Fiche technique
- Titre : Le Ranch de l'injustice
- Titre original : The Ballad of Josie
- Réalisation : Andrew V. McLaglen
- Scénario : Harold Swanton
- Production : Norman MacDonnell et Martin Melcher producteur exécutif
- Société de production et de distribution : Universal Pictures
- Musique : Frank De Vol
- Photographie : Milton R. Krasner
- Montage : Fred A. Chulack et Otho Lovering
- Direction artistique : Alexander Golitzen et Addison Hehr
- Décorateur de plateau : John McCarthy Jr. et James Redd
- Costumes : Jean Louis
- Pays de production : États-Unis
- Langue : anglais
- Format : Couleur Technicolor: - 35 mm - 2,35:1 - Son : Mono (Westrex Recording System)
- Genre : Western
- Durée : 102 minutes
- Dates de sortie : États-Unis : : 1er février 1967
- Affiche : Constantin Belinsky (France)

## Distribution
- Doris Day (VF : Claire Guibert) : Josie Minick
- Peter Graves (VF : Jean-Pierre Duclos) : Jason (Jesse en VF) Meredith
- George Kennedy (VF : Claude Bertrand) : Arch (Archie en VF) Ogden
- Andy Devine (VF : Jacques Dynam) : Juge Tatum
- William Talman (VF : Lucien Bryonne) : District Attorney Charlie Lord
- David Hartman (VF : Jacques Deschamps) : Shérif Fonse Pruitt
- Guy Raymond (VF : Jean Berton) : Doc
- Audrey Christie (VF : Jacqueline Ferrière) : Annabelle Pettijohn
- Karen Jensen (VF : Michèle Montel) : Deborah Wilkes
- Elisabeth Fraser : Widow Renfrew
- Linda Meiklejohn : Jenny McCardle
- Shirley O'Hara : Elizabeth
- Timothy Scott (VF : Pierre Trabaud) : Klugg The Sheepherder
- Don Stroud (VF : Serge Sauvion) : Bratsch The Sheepherder
- Paul Fix : Alpheus Minick
- Harry Carey Jr. (VF : René Bériard) : Mooney
- John Fiedler : Simpson, propriétaire du magasin général
- Robert Lowery (VF : André Valmy) : Whit Minick
- Teddy Quinn : Luther Minick, le fils de Josie